# Enter the Wu-Tang (36 Chambers)
Enter the Wu-Tang (36 Chambers) é o álbum de estúdio de estreia do grupo de hip hop americano Wu-Tang Clan, lançado em 9 de novembro de 1993 pela Loud Records e distribuído pela RCA Records. As sessões de gravação para o álbum ocorreram entre 1992 e 1993 no Firehouse Studio, na cidade de Nova York. O título do álbum é originário do filme de artes marciais The 36th Chamber of Shaolin (1978). O líder do grupo, RZA, produziu o álbum inteiramente, utilizando um som amplamente baseado em clipes de filmes de artes marciais e de soul samples.
O som distintivo de Enter the Wu-Tang (36 Chambers) criou um plano para o hardcore hip hop durante a década de 1990 e ajudou a tornar o hip hop da cidade de Nova York uma proeminência nacional. Seu som também se tornou muito influente na produção moderna do hip hop, enquanto as letras explícitas, bem-humoradas e associativas dos membros do grupo serviram como modelo para muitos trabalhos do hip hop subsequentes. Servindo como um registro histórico da era do hip hop, conhecido como o Renascimento da Costa Leste, sua influência ajudou a abrir caminho para vários outros rappers da Costa Leste, incluindo Nas, The Notorious B.I.G., Mobb Deep e Jay-Z.
O álbum teve um sucesso surpreendente nas paradas, alcançando o #41 lugar no quadro da Billboard 200, vendendo 30 mil cópias na 1ª semana. Em 1995, foi certificado platina pela RIAA e vendeu mais de 2 milhões de cópias nos Estados Unidos. O álbum recebeu críticas positivas da maioria dos críticos de música, Enter the Wu-Tang (36 Chambers) é amplamente considerado um dos álbuns mais importantes da década de 1990, além de um dos maiores álbuns de hip hop de todos os tempos.

## Antecedentes e gravação
No final da década de 1980, os primos Robert Diggs (RZA), Gary Grice (GZA) e Russell Jones (Ol' Dirty Bastard), formaram um grupo chamado Force of the Imperial Master, também conhecido como All in Together Now Crew. Cada membro gravou sob um apelido: Grice como The Genius, Diggs como Prince Rakeem ou The Scientist e Jones como The Specialist. O grupo nunca assinou com uma grande gravadora, mas chamou a atenção da cena do rap de Nova York e foi reconhecido pelo rapper Biz Markie. Em 1991, The Genius e Prince Rakeem assinaram com gravadoras diferentes. The Genius lançou Words from the Genius (1991) sob selo da Cold Chillin' Records e Prince Rakeem lançou Ooh I Love You Rakeem (1991) sob a Tommy Boy Records. Ambos foram logo dispensados pelas gravadoras. Mas amargurados, eles assumiram novos apelidos (nome artístico); (The Genius tornou-se GZA enquanto Prince Rakeem se tornou RZA) e se juntaram novamente. RZA discutiu o assunto em seu lançamento The Wu-Tang Manual (2005), afirmando que "[Tommy Boy] tomou a decisão de assinar com House of Pain ao invés de nós. Quando eles me dispensaram, eu estava pensando: 'Droga, eles escolheram um monte de caras brancos de merda ao invés de mim.'"
RZA começou a colaborar com Dennis Coles, mais tarde conhecido como Ghostface Killah, outro rapper do complexo de apartamentos Stapleton Projects em Staten Island. A dupla decidiu criar um grupo de hip hop cuja marca seria uma mistura de "filosofia oriental retirada dos filmes de kung fu, a pregação da Nação do Islã, acalentada, retirada nas ruas de Nova York e livros de quadrinhos".

## Lista de faixas
| N.º            | Título                                   | Produtor(es)                             | Duração |  |
| 1.             | "Bring da Ruckus"                        | RZA                                      | 4:10    |  |
| 2.             | "Shame on a Nigga"                       | RZA                                      | 2:57    |  |
| 3.             | "Clan in da Front"                       | RZA                                      | 4:33    |  |
| 4.             | "Wu-Tang: 7th Chamber"                   | RZA                                      | 6:05    |  |
| 5.             | "Can It Be All So Simple"                | RZA                                      | 6:53    |  |
| 6.             | "Da Mystery of Chessboxin'"              | RZA (Co-produzido por Ol' Dirty Bastard) | 4:48    |  |
| 7.             | "Wu-Tang Clan Ain't Nuthing ta Fuck Wit" | RZA (Co-produzido por Method Man)        | 3:36    |  |
| 8.             | "C.R.E.A.M."                             | RZA                                      | 4:12    |  |
| 9.             | "Method Man"                             | RZA                                      | 5:50    |  |
| 10.            | "Protect Ya Neck"                        | RZA                                      | 4:52    |  |
| 11.            | "Tearz"                                  | RZA                                      | 4:17    |  |
| 12.            | "Wu-Tang: 7th Chamber—Part II"           | RZA                                      | 6:09    |  |
| Duração total: | Duração total:                           | Duração total:                           | 61:31   |  |